# Gustavo Corção
Gustavo Corção Braga (17 décembre 1896, Rio de Janeiro - 6 juillet 1978, Rio de Janeiro) est un intellectuel brésilien, l'un des représentants majeurs du nationalisme intégral et du national-catholicisme.

## Biographie
Partiellement autodidacte, Gustavo Corção fait ses études à l'École polytechnique de Rio, mais il quitte celle-ci en 1920 sans obtenir son diplôme d'ingénieur, qu'il n'obtient que dans les années 1960, se spécialisant par la suite dans l'électronique.
Rencontrant Alceu Amoroso Lima, il se rapproche du catholicisme jusqu'à s'y convertir, de façon définitive, en 1939, événement qu'il relate dans A descoberta do outro (1944), puis étudie le thomisme et la théologie chez les moines bénédictins. Il joue alors un rôle important au Centre Dom Vital, à Rio de Janeiro, fondé par Jackson de Figueiredo, et qui participe à la « renaissance catholique », mouvement de conversion des élites auparavant attirées par le positivisme. Il décrit l'influence de l'écrivain catholique anglais G. K. Chesterton sur son parcours dans Três alqueires e uma vaca (1946). Corção est également fortement influencé par l'œuvre du premier Jacques Maritain, alors qu'il est encore proche de l'Action française.
Son seul roman, Lições de abismo (1950), obtient un prix Unesco et fut traduit dans de nombreuses langues.
Corção est également un journaliste profondément anticommuniste et écrit après la Seconde Guerre mondiale dans différents journaux, tels que la Tribuna da Imprensa, le Diário de Notícias ou l'O Estado de S. Paulo. Dans Le Siècle de l'Enfer (O Século do Nada), il défend avec ardeur le franquisme et Primo de Rivera, étant ainsi l'un des porte-paroles du national-catholicisme.
Selon lui, le concile Vatican II est un « péché terminal ». En août 1969, il fonde ainsi Permanência, une scission du Centre Dom Vital, et dont les thèses intégristes reçoivent un réel écho au Brésil. Selon l'historien Antoine Compagnon, « Corção estimait lui-même qu’il était lu régulièrement par environ deux millions de personnes si l’on cumulait la diffusion de ses articles et celle de ses livres. » Le nom de la revue provenait de la revue française Permanences créée par Jean Ousset, le fondateur de la Cité catholique.
La même année, le professeur de droit à l'Université catholique de Rio, Adib Casseb, ex-membre du Parti intégraliste, fonde un groupe similaire, Hora Presente. Ces deux groupes, malgré leurs différences, se rejoignent dans le constat commun selon lequel les mesures imposées par la dictature militaire (1964-1985) n'iraient pas assez loin.
Inspirés par les théoriciens contre-révolutionnaires français (Bonald, Maurras, de Maistre ou l'abbé Barruel), fortement anti-communistes et critiques tant de la théologie de la libération (l'archevêque Hélder Câmara est une cible fréquente) que de la musique populaire brésilienne, ils militent en faveur d'une véritable réaction contre la Modernité et du rétablissement d'une théocratie catholique. Corção s'élève ainsi tant contre le projet de construction de Brasilia que contre le « scandale du téléphone » et la libre entreprise.

## Influence postérieure
L'influence de Corção chez l'aile ultra-conservatrice du catholicisme persiste jusqu'à aujourd'hui, comme en témoigne la ré-édition du Siècle de l'Enfer, en 2005, par l'abbaye Sainte-Madeleine du Barroux, proche du mouvement catholique traditionaliste, ou encore la thèse consacrée à cette figure, soutenue à l'Université de Navarre, fondée par l'Opus Dei.
L'historien Olivier Compagnon signale aussi la publication de textes de Corção dans la revue Itinéraires de Jean Madiran.

### Études
- Braga, Marta (2000), Lições de Abismo: Vida, Obra y Pensamiento de Gustavo Corção, thèse doctorale, Université de Navarre, Pampelune